# 玉琢礁
玉琢礁位于南中国海西沙群岛的永乐群岛中，华光礁东北方9海里，永乐群岛东南面约10海里处。为一隐没水下的封闭型环礁，亦呈长椭圆形，东西长约7海里，南北宽约2.6海里。1935年公布名称为“符勒多儿礁”（英語：Vuladdore Reef）。1947年和1983年公布名称为“玉琢礁”。中国渔民称其为“二筐”、“二圈”、“二塘”。
玉琢礁现有中华人民共和国政府实际控制，行政上划归海南省三沙市西沙区管辖。越南政府亦声称拥有其主权。